# Gottfried-Keller-Preis
Der Gottfried-Keller-Preis ist ein Schweizer Literaturpreis. Er wurde 1921, anlässlich Gottfried Kellers 102. Geburtstag, von der Martin-Bodmer-Stiftung gespendet. In der Regel wird er alle drei Jahre verliehen, zuletzt 2024 dotiert mit 30.000 Schweizer Franken. Gleichzeitig vergibt die Stiftung Ehrengaben an verdiente Schriftsteller und literarische Übersetzer.

## Preisträger

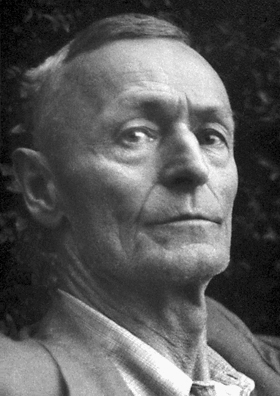
Preisträger 1936: Hermann Hesse

| - 1922: Jakob Bosshart - 1925: Heinrich Federer - 1927: Charles Ferdinand Ramuz - 1929: Josef Nadler - 1931: Hans Carossa - 1933: Festgabe Universität Zürich - 1936: Hermann Hesse - 1938: Ernst Gagliardi - 1943: Robert Faesi - 1947: Fritz Ernst - 1949: Rudolf Kassner | - 1952: Gertrud von Le Fort - 1954: Werner Kaegi - 1956: Max Rychner - 1959: Maurice Zermatten - 1962: Emil Staiger - 1965: Meinrad Inglin - 1967: Edzard Schaper - 1969: Golo Mann - 1971: Marcel Raymond - 1973: Ignazio Silone - 1975: Hans Urs von Balthasar | - 1977: Elias Canetti - 1979: Max Wehrli - 1981: Philippe Jaccottet - 1983: Hermann Lenz - 1985: Herbert Lüthy - 1989: Jacques Mercanton - 1992: Erika Burkart - 1994: Gerhard Meier - 1997: Giovanni Orelli - 1999: Peter Bichsel - 2001: Ágota Kristóf | - 2004: Klaus Merz - 2007: Fabio Pusterla - 2010: Gerold Späth - 2013: Autorengruppe Bern ist überall - 2016: Pietro De Marchi - 2019: Adolf Muschg und Thomas Hürlimann 1 - 2022: Noëlle Revaz - 2024: Fleur Jaeggy |